# Милюков, Владимир Александрович
Влади́мир Алекса́ндрович Милюко́в (16 марта 1923; посёлок Новогиреево Ухтомской волости Московского уезда Московской губернии — 7 мая 1980; город Москва) — участник Великой Отечественной войны, Герой Советского Союза (1946), майор (1975), военный лётчик.

## Биография
Родился 16 марта 1923 года в посёлок Новогиреево Ухтомской волости Московского уезда Московской губернии. В 1939 году окончил 8 классов школы. В 1939—1940 годах работал оператором и наладчиком на 1-м Государственном подшипниковом заводе. В 1941 году окончил Сталинский аэроклуб города Москвы.
В армии с марта 1941 года. До сентября 1941 года обучался в Кировабадской военной авиационной школе лётчиков, в 1943 году окончил Балашовскую военную авиационную школу лётчиков. В октябре-декабре 1943 — лётчик 12-го запасного авиационного полка (город Чапаевск Самарской области).
Участник Великой Отечественной войны: в декабре 1943 — мае 1945 — лётчик и командир звена 59-го гвардейского штурмового авиационного полка 2-я гвардейская штурмовая авиационная дивизия 16-я воздушная армия 1-й Белорусский фронт. Участвовал в Рогачёвско-Жлобинской, Белорусской, Варшавско-Познанской и Берлинской операциях. 29 января 1944 года был ранен в грудь. За время войны совершил 138 боевых вылетов на штурмовике Ил-2 на разведку и штурмовку скоплений войск противника.
За мужество и героизм, проявленные в боях, Указом Президиума Верховного Совета СССР от 15 мая 1946 года гвардии старшему лейтенанту Милюкову Владимиру Александровичу присвоено звание Героя Советского Союза с вручением ордена Ленина и медали «Золотая Звезда».
После войны продолжал службу в ВВС командиром звена и заместителем командира авиаэскадрильи штурмовых авиаполков (в Группе советских войск в Германии и Приморском военном округе). В 1955 году окончил Центральные курсы усовершенствования штурманов ВВС (город Краснодар). Был штурманом авиаэскадрильи штурмового (бомбардировочного) авиаполка (в Киевском военном округе). С июля 1957 года капитан В. А. Милюков — в запасе.
В 1959—1960 годах работал аппаратчиком на Кусковском химическом заводе, затем — старшим товароведом в Ремстройконторе торга «Гастроном».
Жил в Москве. Умер 7 мая 1980 года. Похоронен на Кунцевском кладбище в Москве.

## Награды
- Герой Советского Союза (15.05.1946);
- орден Ленина (15.05.1946);
- два ордена Красного Знамени (17.09.1944; 15.11.1944);
- орден Отечественной войны 1-й степени (4.02.1945);
- два ордена Красной Звезды (30.06.1944; 30.12.1956);
- медали;
- польские медали.